# 트로로사
《트로로사》(스웨덴어: Trolösa, 영어: Faithless)는 2000년 개봉한 스웨덴의 드라마 영화이다. 리브 울만이 감독을, 잉마르 베리만이 각본을 맡았다. 2000 칸 영화제에서 전세계 최초로 상영되었다.

## 출연

### 주연
- 스티나 에크블라드
- 레나 엔드리
- 비욘 그라나스

### 조연
- 크리스테르 헨릭손
- 얼랜드 조셉슨
- 마리 리차드슨
- 필리프 산덴